# Wattsia mossambica
Genre
Espèce
Wattsia mossambica est une espèce de poissons marins de la famille des Lethrinidae (« capitaines »). C'est la seule espèce du genre Wattsia (monotypique).

## Distribution et habitat
Wattsia mossambica est présent dans les eaux tropicales de l'océan Indien occidental, principalement sur les côtes orientales de l'Afrique (Mozambique, Tanzanie, Seychelles).